# Site Acceptance Test
Der Site Acceptance Test, kurz SAT, ist die Abnahme einer Maschine oder Anlage an ihrem Aufstellort direkt beim Kunden. Dem SAT vorgeschaltet hat möglicherweise eine Werksabnahme (englisch Factory Acceptance Test, abgekürzt FAT) beim Lieferanten stattgefunden.

## Prüfung der Bestandteile
Folgende Bestandteile des Lieferumfangs werden geprüft:
- Vollständigkeit der Maschine
- Vollständigkeit der Dokumentation beispielsweise Handbuch, Betriebsanleitung, Ersatzteilliste und Datenblätter von Zukaufteilen, eventuell CE-Konformitätserklärung und weitere Zertifikate (zum Beispiel: Laser, Röntgenprüfung)

## Sicherheitstest
Vor der eigentlichen Inbetriebnahme wird die Maschine/Anlage einem Sicherheitstest unterzogen. Dazu gehören beispielsweise das Betätigen der Not-Aus-Funktion in vollem Lauf und der Versuch, Schutztüren zu öffnen. Des Weiteren findet ein Lauf der Maschine ohne Produkt mit der geforderten Leistung statt, soweit dies technologisch möglich ist.

## Probelauf mit Produkt
Zum Schluss erfolgt ein kompletter Probelauf mit Produkt. Dieser Produktionslauf soll möglichst mit vor- und nachgeschalteten Produktionseinheiten unter realen Produktionsbedingungen erfolgen.

## Kriterien der Abnahme
Die Kriterien für die eigentliche Abnahme werden normalerweise schon bei der Bestellung der Maschine vereinbart, ebenso die Leistungskriterien, die von verschiedenen Faktoren beeinflusst werden. Hier wird meist Bezug auf einschlägige Normen genommen und unter Umständen durch kundenspezifische Parameter erweitert.
Leistungseinbußen können einerseits durch schlechte Vorprodukte entstehen, oder durch die Maschine verursacht sein. Ebenfalls zu vereinbaren ist der Anteil der in akzeptabler Qualität verarbeiteten Produkte.

## Protokoll
Der SAT wird protokolliert und beinhaltet eine Liste mit offenen Punkten. Unterschieden werden abnahmeverhindernde Punkte und nicht gravierende Punkte.

## Abschließende Regelungen
Bei eventuell nötigen Nachbesserungen wird eine Vereinbarung über den Zeitrahmen hierfür getroffen. Wenn die offenen Punkte abgearbeitet wurden, kann der SAT gegebenenfalls nochmals wiederholt werden. Mit Bestehen des SAT ist oft die letzte Zahlung verbunden, die erst nach dem erfolgreichen SAT freigegeben wird beziehungsweise mit Lieferung der „As-Built-Dokumentation“, wenn beim Kunden noch Änderungen am Produkt vorgenommen werden.